# Waltembourg
Waltembourg (deutsch Waldenburg) ist eine französische Gemeinde mit 232 Einwohnern (Stand 1. Januar 2022) im Département Moselle in der Region Grand Est (bis 2015 Lothringen). Sie gehört zum Arrondissement Sarrebourg-Château-Salins und zum Kanton Phalsbourg.

## Geografie
Waltembourg liegt am Fuß der Vogesen, etwa elf Kilometer östlich von Sarrebourg auf einer Höhe zwischen 280 und 350 m, die mittlere Höhe beträgt 342 m. Das Gemeindegebiet umfasst 1,4 Quadratkilometer.

## Geschichte
Das Gemeindegebiet kam 1661 an Frankreich, der Ort selbst wurde um 1680 für die Arbeiter an den militärischen Befestigungen von Phalsbourg gegründet. Er wurde durch den Frieden von Frankfurt 1871 deutsch und nach dem Ersten Weltkrieg wieder französisch. Auch in der Zeit des Zweiten Weltkrieges war die Region wieder unter deutscher Verwaltung.
Bis zum Ende des Ersten Weltkrieges lautete der amtliche französische Ortsname noch Valtembourg.
Das Gemeindewappen ist „redend“: eine Burgmauer vor einem Wald (= Waldenburg).

### Bevölkerungsentwicklung
| Jahr      | 1962 | 1968 | 1975 | 1982 | 1990 | 1999 | 2007 | 2019 |
| Einwohner | 79   | 85   | 104  | 166  | 199  | 201  | 228  | 243  |